# Christophe Songolo
Christophe Songolo est un joueur français de volley-ball, né le 28 mai 1983 à Saint-Leu (La Réunion). Il mesure 1,97 m et joue central.

## Clubs
| Club           | De        | À         |
| -------------- | --------- | --------- |
| Stade poitevin | 2002-2003 | 2004-2005 |
| GFCO Ajaccio   | 2005-2006 | 2005-2006 |
| Tourcoing LM   | 2006-2007 | 2006-2007 |
| Stade poitevin | 2007-2008 | 2008-2009 |
| Beauvais OUC   | 2009-2010 | 2011-2012 |
| Chaumont VB 52 | 2012-2013 | ....-.... |

## Palmarès
- Championnat de France
  - Finaliste : 2008
- Coupe de France
  - Finaliste : 2003, 2007, 2011